# Архангелогородский драгунский полк (1703)
Архангелогородский драгунский полк (с 1763 года — карабинерный) — кавалерийская воинская часть Русской императорской армии, сформированная в 1703 году и упразднённая в 1775 году.

## История
В августе 1703 года под Ямбургом из выборных людей всех драгунских полков сформирован Выборный драгунский батальон Генерал-Фельдмаршала графа Шереметева (по официальной хронике сформирован 30 августа 1705 года).
Летом 1706 года батальон дополнен двумя выборными ротами и назван Выборным драгунским шквадроном Генерал-Фельдмаршала графа Шереметева.
В апреле 1706 года присоединены две роты, набранные из царедворцев и дворян московских чинов. К концу 1706 года именовался Выборным драгунским шквадроном и Драгунским полком Генерал-Фельдмаршала графа Шереметева.
В апреле 1708 года приведён в состав 10 драгунских и 1 гренадерской рот и наименован Архангелогородским драгунским полком.
23 января 1709 года гренадерская рота выделена на сформирование Драгунского-гренадерского полковника Андрея Семёновича Кропотова полка.
В 1711 году утверждён штат полка в составе 10 драгунских рот.
10 мая 1725 года из Драгунского полковника Андрея Кропотова полка возвращена гренадерская рота, взамен выделена 5-я драгунская рота.
16 февраля 1727 года полк переименован в Смоленский драгунский полк, но 13 ноября того же года переименован обратно в Архангелогородский драгунский полк.
28 октября 1731 года гренадерская рота расформирована, с распределением чинов по драгунским ротам.
30 марта 1756 года приказано полк привести в состав 2 гренадерских и 10 драгунских рот, соединённых в 6 эскадронов, с артиллерийской командой.
19 февраля 1762 года повелено полк преобразовать в кирасирский и именовать Архангелогородским кирасирским полком, а с 25 апреля 1762 года — Кирасирским генерал-майора Еропкина полком.
5 июля 1762 года приказ о переформировании в кирасирский отменён и полк вновь именован Архангелогородским драгунским полком.
14 января 1763 года повелено полк переформировать в 5-эскадронный карабинерный и именовать Архангелогородским карабинерным полком.
24 октября 1775 года Архангелогородский карабинерный полк упразднён, а его эскадроны, со знаками отличия, присоединёны к Санкт-Петербургскому карабинерному полку. Образованный после слияния 10-эскадронный полк назван Санкт-Петербургским драгунским полком.

## Боевые действия
В 1706 году полк участвовал в усмирении восстания в Астрахани.
В ходе Северной войны участвовал в боях у Веприка, Красного Кута, Нехворощи, Соколки и в набеге на Сенжары. 27 июня 1709 года участвовал в Полтавской битве.
В 1710 году действовал под Выборгом, Кексгольмом и Гельсингфорсом.
22 июня 1711 года направлен для участия в Померанской экспедиции. В 1716—1717 годах действовал в Польше.
В 1722—1723 годах участвовал в Персидском походе, действовал у Сулина и Дербента.
В ходе войны с Турцией в мае 1736 года участвовал в штурме Перекопской крепости, 16 июня — в деле генерала Шпигеля, с 9 июля — на охране путей сообщения от Перекопа до бродов через Сиваш.
2 июля 1737 года участвовал в штурме Очакова, 1 августа направлен для конвоирования обозов и пленных к границе. Зиму 1738—1739 годов полк провёл на охране границы.
После начала Семилетней войны направлен в состав отряда генерала Зыбина. 19 августа 1757 года участвовал в сражении при Грос-Егерсдорфе, 14 августа 1758 года — в сражении при Цорндорфе, 1 августа 1759 года — в сражении при Кунерсдорфе. 28 сентября 1760 года полк вступил в Берлин.
В 1773—1774 годах полк был задействован в усмирении Пугачёвского восстания. 22 марта 1774 года участвовал в сражении у Татищевой крепости.

## Знаки отличия
После Семилетней войны полку пожалованы девять серебряных труб с надписью «Архангелогородскому драгунскому полку, поспешностию и храбростию, взятие города Берлина, Сентября 28-го 1760 года».
После упразднения полка в 1775 году трубы переданы в Санкт-Петербургский драгунский полк, где хранились до 1895 года. 29 сентября 1895 года Высочайшим приказом семь труб переданы в новосформированный 49-й драгунский Архангелогородский полк.